# Vi d'Itàlia

Regions administratives d'Itàlia

El vi d'Itàlia constitueix una regió vinícola que es caracteritza per la fidelitat a les tradicions locals. A Itàlia la vinya es cultiva en tot el país, amb una gran diversitat de vins a cada regió.

## Geografia

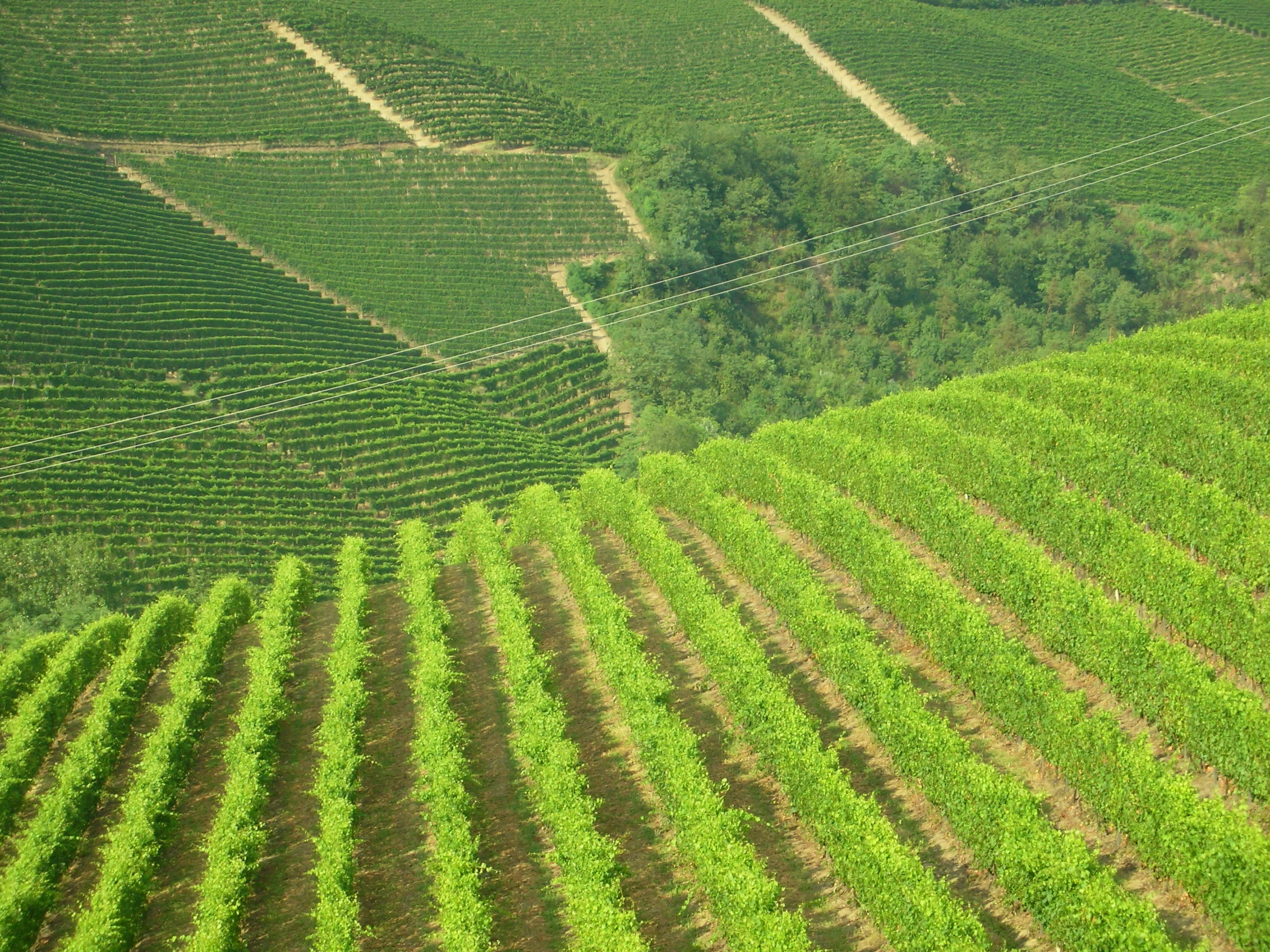
Vinyes en el Piemont

El clima tendeix a ser estable, però amb bastants variacions de nord a sud, des dels Alps fins a la proximitat d'Àfrica. El fet que Itàlia sigui una península allargada amb una gran extensió litoral fa que el clima sigui moderat per la proximitat del mar Mediterrani. Les nombroses muntanyes i turons proporcionen diferents altituds per al cultiu de la vinya amb una varietat de microclimes i sòls.

## Regions vinícoles
Itàlia està dividida en vint regions administratives i en totes elles es cultiva la vinya. La gran diversitat de microclimes i de sòls fa que només es puguin definir a grans trets.
Les regions del nord d'Itàlia estan situades als contraforts dels Alps i els Apenins. Destaquen els gran vins del Piemont però també hi ha àmplies zones de vinyes dedicades als vins escumosos, vins negres i blancs. Tenen similituds amb els vins blancs frescos i lleugers d'Àustria i Suïssa, però també s'hi troben vins estructurats, aromàtics i amb cos ben desenvolupat. És característic el Lambrusco, un vi d'agulla de l'est d'Emília-Romanya.
Les regions vinícoles del centre d'Itàlia estan centrades a la Toscana i les regions veïnes de l'Umbria, les Marques i els Abruços. Els vins de Chianti i les denominacions veïnes són entre els més destacats dels vins italians de qualitat.
El sud de la península italiana i les illes de Sardenya i Sicília es caracteritzen pels vins tradicionals mediterranis, dolços i negres potents i forts.

## Història

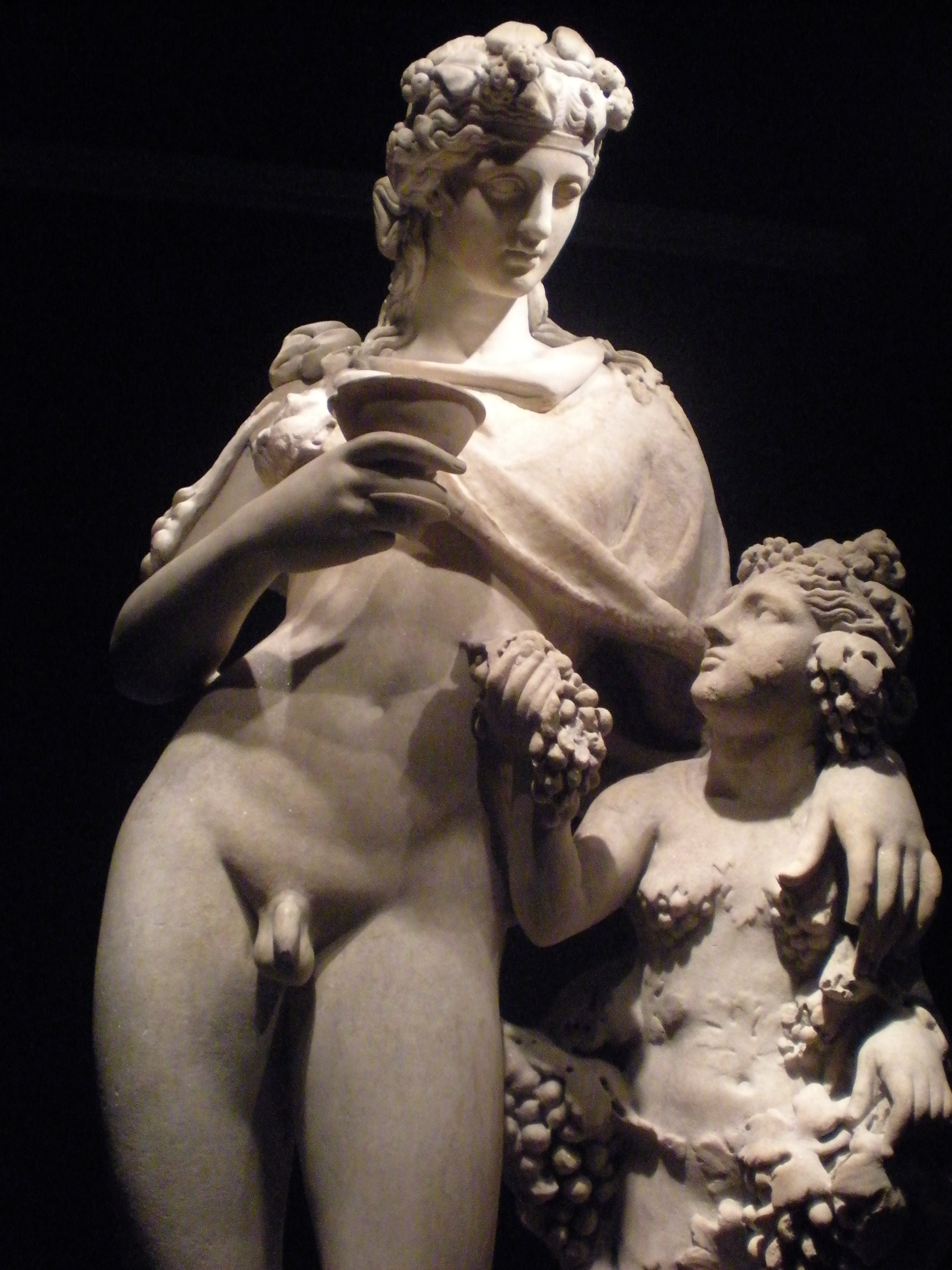
Estàtua romana de Bacus, déu del vi

La llarga tradició vinícola italiana està molt arrelada, amb les seves pròpies varietats viníferes molt nombroses i amb una producció independent destinada al consum local amb un comerç internacional reduït.
El cultiu de la vinya i l'elaboració del vi van ser introduïts per grecs i etruscs. Al segle viii aC, els grecs van anomenar el sud de la península Itàlica com Œnotria, «país dels enotris» o «terra de vinyes».
En l'època romana el cultiu es va estendre a tota la península i amb l'expansió de l'imperi va difondre la cultura del vi. A partir de l'any 200 aC, el vi es va considerar a Roma un producte de prestigi. Amb l'emperador August la vinya es va estendre a tota la península i a la Gàl·lia i Hispània, suposant un comerç considerable. La porta d'entrada a Roma des de l'Umbria s'anomenava Porta vinaria, però el centre del comerç romà es trobava a Pompeia. La superproducció va fer que l'emperador Domicià decretés, al voltant de l'any 90 dC, un edicte prohibint la plantació de noves vinyes a la península i arrancar la meitat de les vinyes de les províncies. Amb la invasió dels ostrogots, de cultura cervesera, el vi va caure en decadència.
Durant l'edat mitjana, l'elaboració de vi queda reduït als centres monacals, destacant Sant Giovanni de Parma. Durant els segles xiv i xv, la República de Venècia es va convertir en el centre del comerç del vi a la Mediterrània.
A partir de la dècada del 1990, es va guanyar en presència en el mercat internacional a partir d'una major exigència local en qualitat.

## Legislació
El 1963 es va introduir la reglamentació de les denominacions d'origen controlades (DOC, Denominazione di Origine Controllata) posant l'èmfasi a les tradicions autòctones. Es va modificar el 1992, amb l'anomenada llei Goria, definint una piràmide de qualitat:
- Vi de taula (vino da tavola) és el vi de base que pot ser etiquetat com a negre (rosso), blanc (bianco) o rosat (rosato), però sense menció a les varietats utilitzades ni l'origen.
- Indicació geogràfica típica (IGT, Indicazione Geografica Tipica) és un vi que prové d'un zona determinada, que pot ser des d'escala àmplia interregional fins a un municipi. Es pot etiquetar amb el nom de les varietats utilitzades.
- Denominació d'Origen Controlada (DOC) és la categoria base de qualitat. La llei Goria preveu una reorganització de les denominacions amb la supressió de les menys utilitzades i la promoció a DOCG de les denominacions amb més èxit. S'hi pot afegir una menció específica, per ordre decreixent: subzona, municipi, localitat, propietat o parcel·la.
- Denominació d'Origen Controlada i Garantida (DOCG, Denominazione di Origine Controllata e Garantita) és el nivell superior de qualitat responent a unes condicions més estrictes.

Les condicions rígides imposades per les DOC, en particular pel que respecta a les varietats autoritzades que exclouen les varietats internacionals no tradicionals, fa que alguns grans productors prefereixen produir sota la categoria IGT. Per això, en alguns casos, la jerarquia no es correspon amb la qualitat i depèn de marques concretes.

## Etiquetatge

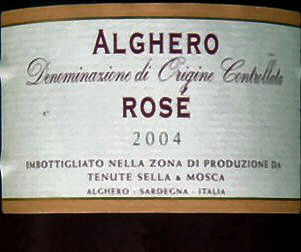
Etiqueta d'un vi de l'Alguer

Les designacions més corrents en les etiquetes del vi per indicar l'embotellament en una propietat són fattoria, podere, tenuta o azienda agricola. Una cooperativa és una cantina sociale.
Les indicacions d'estil o qualitat són:
- Riserva, o vecchio, és un vi DOC o DOCG amb un envelliment major que la mitjana.
- Superiore significa una graduació alcohòlica superior a l'estàndard.
- Classico es refereix a una zona restringida, en general al cor històric d'una DOC.
- Novello és un vi novell.
- Secco és sec, abboccato és lleugerament dolç i amabile és dolç
- Liquoroso és un vi generós, generalment dolç
- Frizzante és un vi d'agulla.
- Spumante és un vi escumós que pot ser metodo tradizionale, metodo classico o talento si s'ha utilitzat el mètode de segona fermentació en botella.

## Varietats vinífires
A Itàlia hi ha una gran quantitat de varietats autòctones que encara s'estén més amb la profusió de clons i subvarietats. Les principals són:
- Barbera, originària del Piemont, produeix negres ronds i fruitosos.
- Malvasia, és una família de varietats molt antiga que presenta aromes marcades i utilitzada sobretot al sud d'Itàlia.
- Montepulciano, produeix vins negres vigorosos al centre d'Itàlia.
- Nebbiolo, és el rei dels raïms negres del Piemont, utilitzat en els vins de Barolo i Barbaresco.
- Sangiovese, raïm negre de Chianti i d'altres zones del centre.
- Trebbiano, raïm blanc que domina el centre i el nord de la península.
- Primitivo, raïm negre del sud que dona vins de color intens, d'alta graduació i amb pocs tanins.

La majoria de les reglamentacions de les denominacions d'origen exclouen la utilització de varietats no tradicionals. Tanmateix, algunes denominacions admeten les varietats internacionals com el merlot, pinot blanc o pinot gris, introduïdes al nord d'Itàlia al segle xix; o el cabernet sauvignon utilitzat fa temps a la Toscana.